# Кільсон

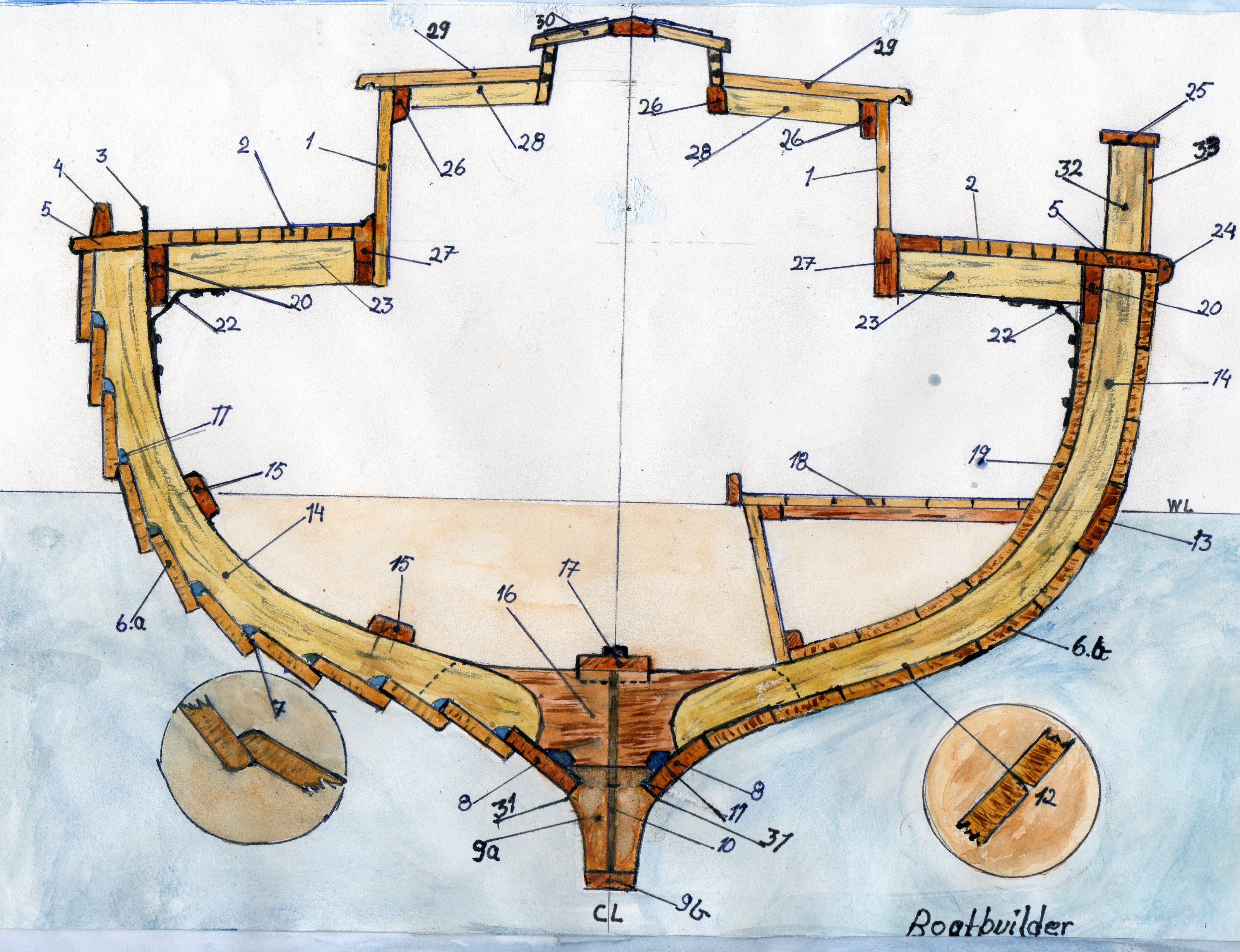
Поперечний розріз набору дерев'яного судна: 17 — кільсон, 9a — кіль, 9b — фальшкіль.

Кі́льсон (англ. keelson, скандинавського або нижньонімецького походження, де утворене від кіль і слова swin — «свиня, брус»), заст. саргоут — днищева поздовжня пов'язь (брус) на кораблях без подвійного дна, що з'єднує днищеві частини шпангоутів. Залежно від свого розташування по ширині судна розрізняють середні, бічні і скулові кільсони.
Середній кільсон встановлений на середині ширини судна і з'єднує середини флорів. На дерев'яних суднах баржевої конструкції середній кільсон — 2-3 накладені один на один бруси, встановлені в діаметральній площині на баржеві шпангоути («копані») і врізані в них.
Бічні кільсони йдуть уздовж судна між середнім і скуловим кільсоном, паралельно діаметральній площині, на певній відстані від неї.
Скулові кільсони йдуть уздовж судна по його скулі або трохи нижче її, паралельно діаметральній площині.
На дерев'яних суднах кільсоном називають поздовжній брус, що накладається поверх шпангоутів і забезпечує не тільки збільшення поздовжньої міцності, але і зв'язок між шпангоутами. На носі кільсон переходить у стемсон (що, в свою чергу, переходить у фальстем), на кормі — у старнсон (що переходить у фальстарнпост). На шлюпках кільсон — знімна дошка, що лежить на резен-кілі поверх шпангоутів і скріплена з ними і кілем болтами. У кільсон уроблені степси (гнізда) шлюпкових щогл і підйомні рими.